# Boho-chic
Ne doit pas être confondu avec bobo.
Boho-chic ou « bohème-chic » est un style de mode féminine influencé et reprenant divers éléments de la culture bohème et hippie.

## Histoire

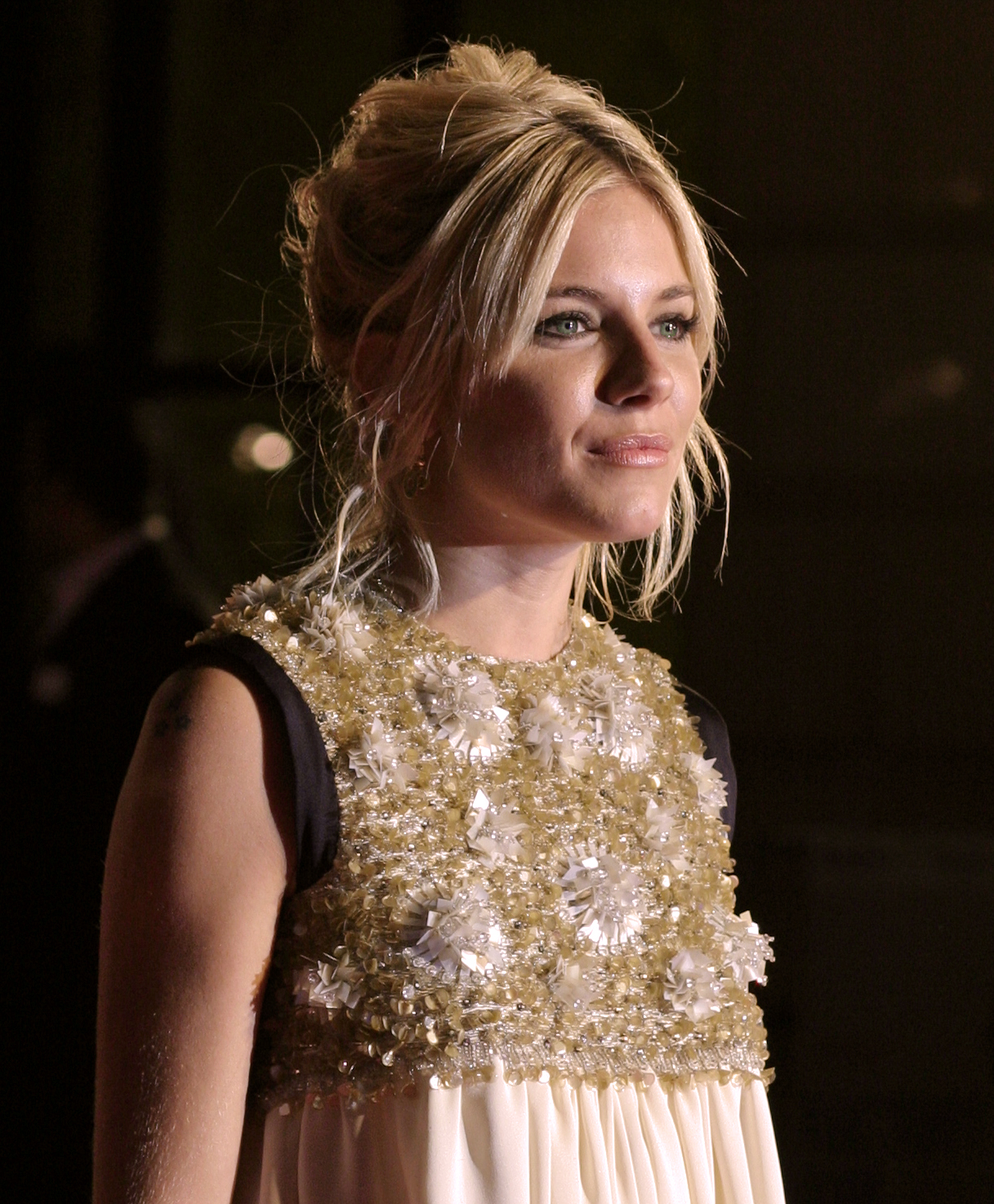
Sienna Miller à la première de Factory Girl en 2007.

Issue des années 1970, la mode boho-chic, qui a eu son apogée à la fin de l'année 2005, est notamment associée à l'actrice Sienna Miller et au mannequin Kate Moss en Angleterre ainsi qu'à l'actrice et femme d'affaires Mary-Kate Olsen aux États-Unis.
En France, le style commercialisé par Isabel Marant est parfois décrit en ces termes « hippie chic », ce qu'elle ne contredit pas : « Être hippie reste cool, et si, en prime, on y ajoute du chic, pourquoi pas ? Mais je tente surtout de faire une mode […] qui donne une allure en étant facile à porter. » La référence reste, en métropole, la marque Antik Batik avec quelques éléments de Zadig & Voltaire.
Marie Claire décrit ainsi ce phénomène par : « Des bohémiens néo-hippies chics […] que l'on retrouve aussi bien à Topanga Canyon en Californie qu'à Punta Hermosaa au Pérou, dans l'Ibiza ultracool façon Jade Jagger qu'à Montauk ».